# كارل هاينز هوب
كارل هاينز هوب (بالألمانية: Karl-Heinz Hopp)‏ هو طبيب بيطري ألماني، ولد في 20 نوفمبر 1936 في أولشتين في بولندا، وتوفي في 11 فبراير 2007 في Palingen ‏ في ألمانيا.

## وصلات خارجية
- كارل هاينز هوب على موقع الاتحاد الدولي للتجديف (الإنجليزية)
- كارل هاينز هوب على موقع اللجنة الأولمبية الدولية (الإنجليزية)
- كارل هاينز هوب على موقع أوليمبيديا (الإنجليزية)